# Phalacrognathus muelleri
Phalacrognathus muelleri — жук из семейства Рогачи, распространённый в дождевых тропических лесах на северо-востоке Австралии в штате Квинсленд. Единственный представитель своего рода.

## Синонимы
- Lamprima muelleri (W.J. MacLeay 1885)
- Phalacrognathus westwoodi
- Phalacrognathus muelleri v. fuscomicans (HEYNE & TASCHENBERG) (nomen nudum).
- Phalacrognathus fuscomicans (KRIESCHE, 1919)

## Описание
Относительно крупный жук. Длина тела самцов 37—70 мм, самок — 25—40 мм. Окраска тела блестящая зелёная, с полосами золотистого и красноватого металлического отлива. Переднеспинка несколько матовая. Особенно выделяются блеском голова и надкрылья. Надкрылья самцов гладкие, у самок покрыты рядами ямок. Самцы с крупными мандибулами, загнутыми наверх, у самок вместо них находятся короткие, но сильные челюсти. Передние ноги обоих полов оснащены небольшими шипами.

## Подвиды
- Phalacrognathus muelleri muelleri — Австралия (Квинсленд)
- Phalacrognathus muelleri fuscomicans — остров Новая Гвинея

## Биология
В природе большую часть времени жуки проводят на деревьях, питаясь вытекающим древесным соком или плодами. Наиболее активны в сумерках. Личинки развиваются в гниющей древесине старых, трухлявых деревьев, поражённых белой гнилью. Заселяют древесину 27 видов деревьев из 13 семейств.